# Référendum constitutionnel algérien de 2020
Un référendum constitutionnel a lieu le 1er novembre 2020 afin de permettre à la population algérienne de se prononcer sur une révision de la Constitution.
Tenu en pleine pandémie de Covid-19, le référendum fait suite aux manifestations de grande ampleur connues sous le nom de Hirak, qui ont conduit le président Abdelaziz Bouteflika à la démission l'année précédente. Le projet de révision de la Constitution est porté par son successeur Abdelmadjid Tebboune, dans un contexte de répression des opposants issus du Hirak et d'appels au boycott du scrutin. Les partisans de la réforme se distinguent par l'usage de symboles musulmans pour défendre le projet et le vote en sa faveur. Le scrutin se déroule en l'absence du chef de l'État, hospitalisé en Allemagne. 
La révision constitutionnelle est approuvée par un peu plus de deux tiers des suffrages, avec une très forte abstention, seuls un peu plus de 23 % des électeurs s'étant rendus aux urnes. 

## Contexte

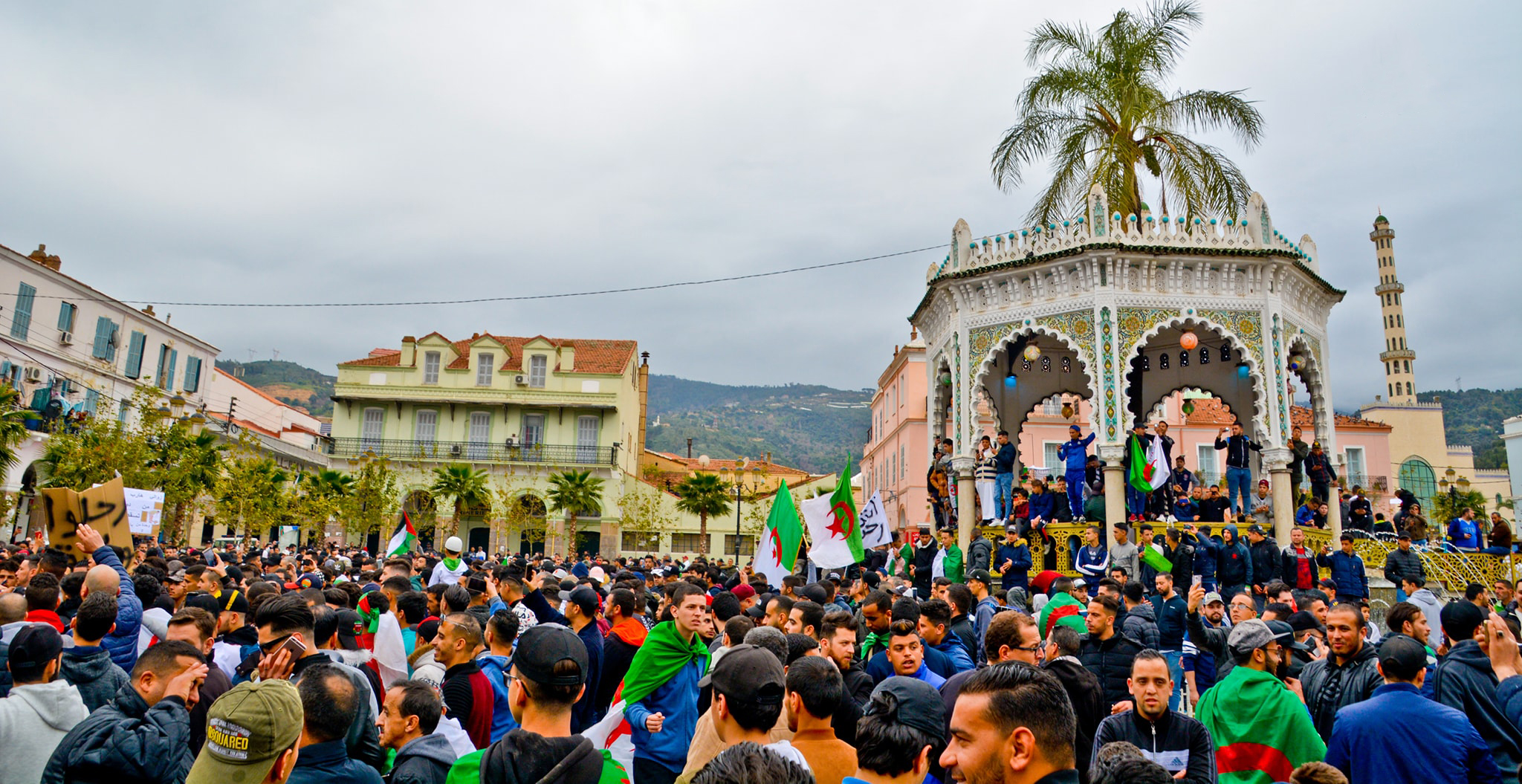
Manifestation le 10 mars à Blida.

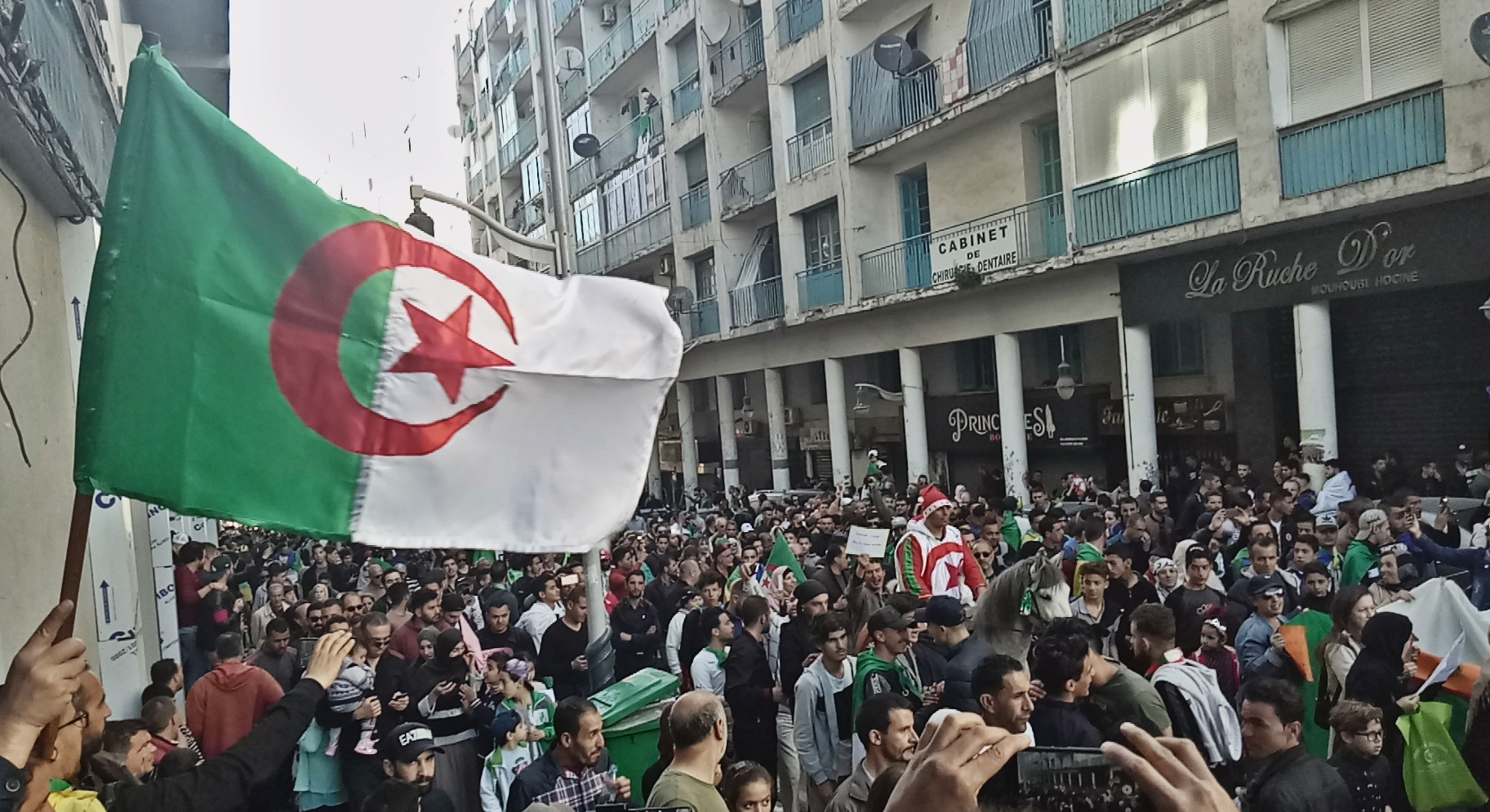
Manifestation le 9 juin à Béjaïa.

La Constitution de l'Algérie a été adoptée lors d'un référendum en 1996 et amendée en 2002, 2008 et 2016.
Le 11 mars, en plein Hirak, Abdelaziz Bouteflika renonce à se représenter, invoquant son état de santé et son âge. Il fait dans le même temps reporter sine die l'élection présidentielle, et indique qu'il se maintiendra au pouvoir au-delà de la fin de son mandat, fixée au 27 avril 2019, afin de conduire des réformes du système politique.
En février 2020, à l'approche du premier anniversaire du déclenchement des manifestations du Hirak, qui ont mené à la démission de son prédécesseur Abdelaziz Bouteflika l'année précédente, le président Abdelmadjid Tebboune décrète que le 22 février sera désormais fêté tous les ans en tant que « Journée nationale de la fraternité et de la cohésion entre le peuple et son armée pour la démocratie ». Les 21 et 22 février 2020, les manifestations réunissent un très grand nombre de personnes,.
En mars 2020, accusant un pays arabe, un pays européen et Israël, le ministre de l'Intérieur Kamel Beldjoud déclare au sujet du Hirak : « il existe encore des éléments qui veulent détruire ce à quoi est parvenu le Hirak populaire et sortent les mardi et vendredi avec les manifestants œuvrant pour l’escalade ». Il ajoute que « Certains éléments travaillent toujours et veulent détruire ce que le mouvement populaire a réalisé. Ils sortent le vendredi et mardi et aujourd’hui ils parlent d’autres jours. Ces gens ont des intentions et visent à détruire le pays afin de revenir aux années passées et de mettre le pays en difficulté ».
Dans le cadre de la pandémie de Covid-19, Tebboune annonce, le 17 mars 2020, « l’interdiction des marches et des rassemblements, quels que soient leurs motifs », expliquant qu'il ne s'agit pas d'« une atteinte aux libertés », mais d’« une mesure de protection de la santé publique ». Les organisateurs avaient peu avant décrété la suspension des marches. Le vendredi 20 mars, aucune marche, aucun rassemblement n'est constaté. Amnesty International estime qu’au moment « où tous les regards, au niveau national et international, scrutent la gestion de la pandémie de Covid-19, les autorités algériennes consacrent du temps à accélérer les poursuites et les procès contre des militants, des journalistes et des partisans du mouvement du Hirak ». Le journaliste Akram Belkaïd, du Quotidien d'Oran, indique : « Des journalistes et des militants pour la démocratie sont enfermés sous des motifs aussi divers et variés alors qu'en réalité, c'est juste l'expression d'opinions pacifiques qui leur vaut châtiment. Ces initiatives liberticides relèvent du même objectif qui est de faire taire les Algériens et de leur signifier que les cinquante-six semaines du Hirak n'étaient qu'une parenthèse ».
Le 1er mai 2020, Abdelmadjid Tebboune déclare, au sujet de l'emprisonnement de plusieurs journalistes et de la censure des médias Radio-M, Maghreb émergent et Interlignes : « Il y a 8 000 journalistes et, pour trois ou quatre d'entre eux qui ne font pas partie de la presse nationale mais de la presse étrangère, financée par l'étranger, il y a eu tout un boucan autour d'atteintes à la liberté de la presse. Nous parlons de souveraineté nationale. Ils ramènent des financements étrangers pour casser des institutions. Quels sont les pays développés, les pays démocratiques qui acceptent cela […] ? Pourquoi devrions-nous l'accepter ? ».
Peu après le début de son mandat, des lois criminalisant la diffusion de « fausses nouvelles » et les « discours de haine » sont adoptés de manière expéditive. L'historienne Karima Direche indique : « La pandémie est du pain bénit pour le pouvoir en place qui bénéficie d'une chance insolente. La période de confinement se prête à l'acharnement policier et judiciaire. Ce qui explique les dizaines d'arrestations de personnes connues et inconnues dans toutes les villes d'Algérie. Les détentions et les jugements prouvent encore une fois que le pouvoir judiciaire est totalement inféodé à l'exécutif ». Akram Belkaïd estime pour sa part que « c'est le retour à l'ordre de fer, le même qui, dans les années 1970, imposait à toutes les Algériennes et tous les Algériens de la boucler et de filer droit ». Un nouveau code pénal, permettant de poursuivre des militants, est ainsi adopté durant le confinement.
Le 2 juillet 2020, à l'approche de la fête de l'indépendance, les opposants Karim Tabbou, Amira Bouraoui et Amir Belarbi sont remis en liberté provisoire.
Malgré un dossier vide, le 15 septembre 2020, journée internationale de la démocratie, le journaliste Khaled Drareni est condamné en appel à deux ans de prison ferme.
Abdelmadjid Tebboune est infecté par la Covid-19 en octobre 2020. Après une première hospitalisation d'une durée d'une semaine à l’hôpital militaire d'Aïn Naadja d’Alger, il est transféré le 28 octobre en Allemagne pour des examens médicaux approfondis et un traitement,.

## Étapes du projet
Le 28 décembre 2019, le nouveau président Abdelmadjid Tebboune reçoit Ahmed Benbitour, ancien chef du gouvernement, avec qui il s’entretient au sujet des « bases de la nouvelle République ». Les consultations se poursuivent par la suite,,,,,,,.
Le 8 janvier 2020, il met en place une commission d'experts de 17 membres — dont une majorité de professeurs de droit constitutionnel — chargés d'émettre des propositions pour une nouvelle Constitution. Cette commission est dirigée par Ahmed Larabeh, expert juridique et membre depuis 2011 de la Commission du droit international des Nations unies.
Abdelmadjid Tebboune trace sept axes principaux autour desquels la commission doit mener sa réflexion, notamment la conservation du bicamérisme, ou sur le titre du chef du gouvernement. Il propose notamment de ne permettre au président de n'effectuer qu'un maximum de deux mandats et de rendre cette disposition « immuable et intangible ». À l’issue de ces deux mois, la proposition de la commission doit faire l'objet d'un dialogue puis être adoptée par le Parlement et soumise à référendum.
Le 7 avril, Fatsah Ouguergouz, docteur de droit et ancien juge à la Cour africaine des droits de l'homme, démissionne de la commission dans une lettre adressée au Président algérien, regrettant que : « cet avant-projet s'inscrive pour l'essentiel dans la continuité de la constitution actuelle » ,.
L'avant-projet de révision de la Constitution est publié le 7 mai 2020. D'autres propositions d'amendements peuvent alors être proposés à la commission jusqu'au 20 juin. Ensuite, le projet sera examiné au Parlement avant la convocation du référendum, cette dernière option pouvant aussi se faire sans passer par l'examen des parlementaires.
Le 4 juillet 2020, Tebboune annonce un référendum pour septembre ou octobre 2020. La date, annoncée le 24 août suivant, est fixée au 1er novembre, date anniversaire du début de la guerre d'indépendance de l'Algérie.
Le projet est adopté le 6 septembre en Conseil des ministres, puis le 10 septembre à l'Assemblée populaire nationale et le 12 septembre au Conseil de la nation. Le corps électoral est convoqué le 15 septembre.

## Objet
Le projet de révision de la Constitution prévoit la nomination d'un Premier ministre si le parti présidentiel détient la majorité parlementaire, ou d'un chef du gouvernement si un autre parti détient la majorité. Le chef de l'exécutif susnommé est responsable devant l'Assemblée, qui pourrait le renverser par une motion de censure. Celui-ci a trente jours pour former un gouvernement, faute de quoi un nouveau titulaire est nommé. Le projet prévoit également le remplacement du Conseil constitutionnel par une Cour constitutionnelle, la conservation de la limitation du nombre de mandats présidentiels à deux, consécutifs ou non — sachant que le mandat du président démissionnaire est désormais considéré comme totalement accompli —, ou encore la limitation du mandat de député à une réélection, dont l'immunité parlementaire ne concerne désormais que l'exercice de leurs fonctions. La mouture initiale prévoyait la possibilité pour le président de la République de nommer un vice-président.
Le Hirak serait inscrit en préambule de la Constitution.
Le rôle de l’armée algérienne est élargi. Ainsi l’armée est explicitement autorisée à participer à des théâtres d'opération à l'étranger. Par ailleurs il lui est confié la défense des « intérêts vitaux et stratégiques du pays » . Pour le constitutionnaliste algérien Massensen Cherbi « c'est une véritable invitation de l'armée à entrer en politique, mais aussi un pied de nez aux revendications du Hirak qui demande un Etat civil et non militaire » .
Enfin, l'Autorité nationale indépendante des élections (ANIE) est constitutionnalisée et la possibilité de légiférer par ordonnance durant les vacances parlementaires abrogée.
Dans l'esprit de la Constitution algérienne de 1989, le texte propose également un renforcement des droits et libertés publiques, ainsi que l'abrogation de l'article limitant la participation des binationaux à la vie politique, et qui les exclut des postes de hauts responsables et de diplomates.

## Critiques
Le projet est critiqué pour son absence de remise en cause du régime hyperprésidentiel.
Le processus de révision constitutionnelle intervient par ailleurs dans un contexte de répression des opposants issus du Hirak ainsi que des médias indépendants, amenant à une remise en cause de sa légitimité,,,.
Pour le Rassemblement pour la culture et la démocratie « le mouvement populaire ne peut se suffire de réformes squelettiques ou de ravalement de façade sans une rupture effective avec le système politique en place » .

## Campagne électorale
Les soutiens traditionnels du pouvoir (notamment le FLN et le RND) font campagne pour le « oui ». Les partis islamistes adoptent des positions divergentes tout en ayant en commun la contestation du statut de la langue berbère  tel qu'il est inscrit dans le projet : le Mouvement de la société pour la paix (MSP) et le Front de la justice et du développement appellent à voter « non » tandis que qu'El-Bina Al-Watani d'Abdelkader Bengrina appelle à approuver le projet. Le discours de certains ministres du gouvernement  suscite des polémiques : ainsi, le ministre de la Jeunesse et des Sports, Sid Ali Khaldi, demande à ceux qui sont contre le vote de « changer de pays », et le ministre des Affaires religieuses, Youcef Belmehdi, assure que « voter « oui » au prochain référendum c’est se conformer aux recommandations du Prophète ». Dans le même temps, le secrétaire général du FLN, Baadji Abou El Fadhel, promet de faire parler « l'épée d'El-Hadjadj » face aux opposants à la démarche.

## Résultats
L'Autorité nationale indépendante des élections (ANIE) rend publics les résultats préliminaires le lendemain du scrutin. Ces derniers comportent une incohérence mathématique, le président de l'ANIE, Mohamed Charfi, annonçant 3 355 518 voix et 66,80 % pour le Oui, contre 1 676 867 voix et 33,20 % pour le Non, pour un total de 5 032 385 votes valides. Ces chiffres donnent cependant respectivement 66,68 et 33,32 % pour le Oui et le Non,.
Les résultats définitifs sont proclamés par le Conseil constitutionnel le 12 novembre 2020. Si ces résultats amènent à un pourcentage cohérent de 66,80 % de votes favorables, le nombre de votants donné, 5 661 551, n'est pas égal de quatre voix à la somme des votes blancs et nuls et des votes exprimés. Le taux de participation présenté, 23,84 %, est également en incohérence avec les chiffres de votants et d'inscrits. Le tableau ci dessous conserve une cohérence mathématique.
| Choix                     | Votes      | %     |
| ------------------------- | ---------- | ----- |
| Pour                      | 3 356 091  | 66,80 |
| Contre                    | 1 668 148  | 33,20 |
|                           |            |       |
| Votes valides             | 5 024 239  | 88,74 |
| Votes blancs et invalides | 637 308    | 11,26 |
| Total                     | 5 661 547  | 100   |
| Abstention                | 18 805 071 | 76,86 |
| Inscrits/Participation    | 24 466 618 | 23,14 |

Êtes-vous d'accord sur le projet de révision de la Constitution qui vous est proposé ?
| Pour 3 356 091 (66,80 %) |  |  | Contre 1 668 148 (33,20 %) |
| ▲                        |  |  |                            |
| Majorité absolue         |  |  |                            |

## Analyse et conséquences
Le scrutin est marqué par l'abstention d'une grande majorité des électeurs, un peu moins de 24 % s'étant rendus aux urnes,. Le Oui l'emporte avec plus des deux tiers des suffrages exprimés. Le 2 novembre, en annonçant les résultats provisoires du scrutin, qui doivent encore être validés par le Conseil constitutionnel,  le président de l’Autorité nationale indépendante des élections (ANIE), Mohamed Charfi, déclare que  « par rapport aux conditions dans lesquelles s’est déroulé le référendum, un taux de 23 % est une preuve de la mobilisation populaire pour le changement » ; il ajoute que l'Algérie dispose ainsi d'une « constitution halal ». À l'inverse, le Rassemblement pour la culture et la démocratie (RCD) estime le même jour, dans un communiqué, que « persister dans cette démarche et promulguer une constitution rejetée par 86,3 % des électeurs c’est ouvrir la voie au désordre porteur de tous les périls ». 
Si pour la politologue Dalia Ghanem-Yazbeck, cette « claque pour le régime est aussi une claque pour le Hirak car cette Constitution vise à casser le mouvement du 22 février en se le réappropriant », le quotidien Le Monde, dans son éditorial du 4 novembre intitulé En Algérie, la victoire silencieuse du hirak, estime quant à lui que « le boycott massif des électeurs (..) constitue un camouflet (...) et  apparaît (pour le hirak) comme une revanche aussi silencieuse qu'éclatante ».
Le 6 novembre, le premier secrétaire du Front des forces socialistes (FFS), Youcef Aouchiche, déclare lors d'une conférence de presse que « le verdict populaire est sans appel et nous renvoie à une seule et unique interprétation: rejet du système et refus catégorique de cautionner le pouvoir et sa démarche unilatérale, autoritaire et liberticide dans la gestion des affaires du pays. ».
Le 9 novembre, Soufiane Djilali, président du parti Jil jadid, déclare, concernant le taux de participation, que « le pouvoir aurait pu, comme par le passé, gonfler (le taux), mais a accepté de donner un chiffre vrai ».
Citée par le quotidien Le Monde en décembre 2020, Zoubida Assoul, présidente de l'Union pour le changement et le progrès (UCP), estime que « la réponse du peuple algérien a été cinglante. C’est un échec politique consommé ».

## Suites
La convocation prévue d'élections anticipées et la promulgation de la révision constitutionnelle sont retardées par l'absence du chef de l'état, évacué en Allemagne pour le traitement du Covid-19 et dont l'état se détériore à la mi-novembre. Le décret présidentiel portant promulgation de la nouvelle constitution est finalement signé le 30 décembre 2020 par Abdelmadjid Tebboune.